# ザ・ダーク・サイド・オブ・ザ・ムー
『ザ・ダーク・サイド・オブ・ザ・ムー』（The Dark Side of the Moo）は、イギリスのロックバンドであるピンク・フロイドの海賊盤。1986年に海賊盤業者「リチャード」によって制作・発売された。レコードレーベルでアーティスト名として表記されている「スクリーミング・アブダブス」（The Screaming Abdabs）は、ピンク・フロイドが活動初期に使用していた名義の1つである。

## 背景
『ザ・ダーク・サイド・オブ・ザ・ムー』は、「リチャード」の名で知られる海賊盤業者によって制作された海賊盤で、シングルのB面曲やアメリカで発売されたアルバムには収録されていない楽曲を中心に選曲されている。アメリカではレコード会社の判断により大元のアルバムから一部の楽曲を省略して発売されるケースがあり、リチャードはこのような編集によって未発売の楽曲が多く存在している現状に不満を持ち本作の制作に至った。
アルバムタイトルは、1973年に発売されたアルバム『狂気』（原題: The Dark Side of the Moon）のパロディで、カバー写真には1970年に発売されたアルバム『原子心母』（原題: Atom Heart Mother）を連想させる牛を被写体とした写真が採用されている。

## 評価
| 専門評論家によるレビュー | 専門評論家によるレビュー |
| レビュー・スコア         | レビュー・スコア         |
| 出典                     | 評価                     |
| ------------------------ | ------------------------ |
| AllMusic                 | [ 5 ]                    |

音楽評論家のリッチー・アンターバーガーは、『オールミュージック』に寄稿したレビューでピンク・フロイドの作品を完全に揃えようとしているファンに向けて「作品の収集のために追加の50ドルを払う気がないのなら、（手に入れることができるなら）このアルバムを買うことは確実に理にかなっている」と述べた。本作は15,000枚の売上を記録したとされ、その高忠実度について称賛されている。
『Far Out』のタイラー・ゴルセンは、「史上最も重要な海賊盤」の1つとして本作を挙げた。

## 収録曲
| #         | タイトル                                                              | 作詞・作曲                                                                | 初出                                                              | 時間  |
| --------- | --------------------------------------------------------------------- | ------------------------------------------------------------------------- | ----------------------------------------------------------------- | ----- |
| 1.        | 「天の支配」(Astronomy Domine)                                        | シド・バレット                                                            | アルバム『夜明けの口笛吹き』（イギリス盤のみ）                    | 4:08  |
| 2.        | 「キャンディー・アンド・ア・カレント・バン」(Candy and a Currant Bun) | シド・バレット                                                            | シングル『アーノルド・レーン』のB面曲                             | 2:43  |
| 3.        | 「アップルズ・アンド・オレンジズ」(Apples and Oranges)                | シド・バレット                                                            | シングル                                                          | 3:01  |
| 4.        | 「イット・ウッド・ビー・ソー・ナイス」(It Would Be So Nice)           | リチャード・ライト                                                        | シングル                                                          | 3:41  |
| 5.        | 「星空のライブ」(Interstellar Overdrive)                              | シド・バレット ニック・メイスン ロジャー・ウォーターズ リチャード・ライト | サウンドトラック・アルバム『Tonite Lets All Make Love in London』 | 3:04  |
| 6.        | 「スクリーム・サイ・ラスト・スクリーム」(Scream Thy Last Scream)      | シド・バレット                                                            | ボックス・セット『The Early Years 1965–1972』                     | 4:44  |
| 合計時間: | 合計時間:                                                             | 合計時間:                                                                 | 合計時間:                                                         | 21:21 |

| #         | タイトル                                           | 作詞・作曲                                                                      | 備考                                                                             | 時間  |
| --------- | -------------------------------------------------- | ------------------------------------------------------------------------------- | -------------------------------------------------------------------------------- | ----- |
| 1.        | 「若者の鼓動」(Heart Beat, Pig Meat)               | ロジャー・ウォーターズ デヴィッド・ギルモア ニック・メイスン リチャード・ライト | サウンドトラック・アルバム『砂丘』                                               | 3:09  |
| 2.        | 「崩れゆく大地」(Crumbling Land)                   | ロジャー・ウォーターズ デヴィッド・ギルモア ニック・メイスン リチャード・ライト | サウンドトラック・アルバム『砂丘』                                               | 4:12  |
| 3.        | 「エンブリオ」(Embryo)                             | ロジャー・ウォーターズ                                                          | コンピレーション・アルバム『Picnic – A Breath of Fresh Air』（イギリス限定発売） | 4:39  |
| 4.        | 「青空のファンタジア」(Point Me at the Sky)        | ロジャー・ウォーターズ デヴィッド・ギルモア                                     | シングル                                                                         | 3:37  |
| 5.        | 「51号の幻想」(Come in Number 51, Your Time Is Up) | ロジャー・ウォーターズ デヴィッド・ギルモア ニック・メイスン リチャード・ライト | サウンドトラック・アルバム『砂丘』                                               | 4:57  |
| 6.        | 「マドモアゼル・ノブス」(Mademoiselle Nobs)        | ロジャー・ウォーターズ デヴィッド・ギルモア ニック・メイスン リチャード・ライト | ドキュメンタリー映画『ピンク・フロイド・ライヴ・アット・ポンペイ』               | 1:50  |
| 合計時間: | 合計時間:                                          | 合計時間:                                                                       | 合計時間:                                                                        | 22:24 |